# Heinrich Schlier
Heinrich Schlier (Neuburg sul Danubio, 31 marzo 1900 – Bonn, 26 dicembre 1978) è stato un teologo inizialmente evangelico-luterano e successivamente cattolico.

## Biografia
Schlier era figlio di un medico militare e frequentò il ginnasio a Landau sull'Isar e ad Ingolstadt, partecipò alla prima guerra mondiale e dopo il 1919 studiò teologia evangelica presso le università di Marburgo, Lipsia e Jena. Dal 1927 operò come parroco e docente del Nuovo Testamento a Marburgo, Halle sul Saale e a Wuppertal. Dal 1935 Schlier fece parte della Chiesa confessante e, dopo la chiusura del seminario di Wuppertal, divenne parroco della comunità locale della Chiesa Confessante.
Dopo la fine della seconda guerra mondiale Schlier fu nuovamente chiamato alla cattedra di Nuovo Testamento e di storia antica del cristianesimo presso la facoltà teologica dell'Università di Bonn. Nel corso degli anni tuttavia egli prese sempre più distanza dal protestantesimo, poiché giunse alla conclusione, che i paradigmi ecclesiologici del Nuovo Testamento siano ancorati nel modo più chiaro al cattolicesimo. Di conseguenza Schlier nel 1952 si fece collocare a riposo e un anno più tardi si convertì al cattolicesimo. In concomitanza si convertì anche la sua allieva Uta Ranke-Heinemann, che nel 1954 ottenne la laurea in teologia cattolica a Monaco.
Schlier non poté ottenere una cattedra alla facoltà di teologia cattolica, poiché allora era riservata solo ai preti consacrati. Così egli divenne professore onorario presso la Facoltà di Filosofia dell'Università di Bonn e fu attivo scrittore teologico. Papa Paolo VI lo chiamò a far parte della Pontificia commissione biblica.
Inoltre Schlier partecipò alla stesura della traduzione ufficiale della Bibbia e pubblicò insieme al teologo gesuita Karl Rahner la serie Quaestiones disputatae. Schlier è annoverato fra i maggiori studiosi del Nuovo Testamento del XX secolo.

### Opere principali (in lingua italiana)
- La parola di Dio. Teologia della predicazione secondo il Nuovo Testamento, Edizioni paoline, Roma 1963
- Il tempo della Chiesa. Saggi esegetici, Il mulino, Bologna 19662
- Linee fondamentali di una teologia paolina, Queriniana, Brescia 1985, 20085